# Francisco Coloma Pujades y Borja
Francisco Coloma Pujades y Borja (1656-Valencia, 8 de marzo de 1712) fue un militar y noble español (V Conde de Elda). Fue el cuarto hijo de Juan Andrés Coloma.
En 1668 cogió el hábito en la Orden de San Juan de Jerusalén, donde ingresó de manera definitiva en 1682. Durante los siguientes diez años sirvió en distintos puntos y en distintas armas (infantería, caballería, etc), alcanzando el grado de Maestre de Campo. Posteriormente sería destinado a Granada con el cargo de Capitán General.
Fallecido su padre y su hermano Antonio Fernando, Conde de Anna, acumuló para sí ambos condados convirtiéndose en un destacado noble valenciano que también heredó parte de los mayorazgos de sus abuelos en Andalucía.
Se casó en 1695 con la Condesa de Baños, María Ana de la Cerda y Leyva, con quien tuvo un solo hijo en 1698, Francisco Coloma y Leyva, que heredó de su padre títulos y bienes.
En 1701 se trasladó definitivamente a vivir a Madrid, pero el conflicto de la Guerra de Sucesión Española con sus avatares, le hizo regresar a Elda entre 1703 y 1704 para ejercer el mando en sus territorios. La extensión del conflicto lo situó, definitivamente, en el bando de la casa de Austria frente a los borbones. En esta tarea mandó tropas en el valle de Elda y en Alicante, siéndole otorgado el título, para él y sus sucesores, de grande de España tras la batalla de Almansa por el archiduque Carlos y que, una vez terminado el conflicto, le fue reconocido por Felipe V a pesar de haber combatido en el bando opuesto al Borbón.
No obstante, la filiación austracista le llevó a ser desposeído de sus bienes mediante resolución en 1706. Hasta que en 1725 se firma el tratado de Viena que devuelve los bienes a los confiscados, Francisco Coloma y su familia se vieron privados de su fortuna que pasó a ser gestionada por la Corona y que, en consecuencia, les situó en una débil posición económica, superada gracias a que el propio Rey les otorgó pensiones vitalicias. No obstante Francisco Coloma sufrió destierro (no así su familia) y sólo regresó a Valencia para morir.